# 横手駅前温泉
横手駅前温泉（よこてえきまえおんせん）は、秋田県横手市駅前町にある温泉。
その名の通り、横手市の中心駅である横手駅前で湧出している。

## 泉質
- ナトリウム-塩化物泉
  - 泉温　43℃

## 温泉街
温泉街はない。横手駅前にホテルが3軒存在する。3軒はいずれも、同グループ系列の姉妹館であり、日帰り入浴は「ゆうゆうプラザ」で受け付けている。

### 宿泊施設
- ホテルプラザ迎賓
  - 館内に温浴施設「ゆうゆうプラザ」を併設。
- ホテルプラザアネックス横手
  - 展望温泉と岩盤浴、客室露天風呂を完備。
- 横手プラザホテル
  - 温泉施設はないが、「ゆうゆうプラザ」を無料で利用できる。

### 日帰り温泉施設
- ゆうゆうプラザ
  - 「ホテルプラザ迎賓」の館内にある温浴施設。

## 歴史
- 1984年（昭和59年）10月8日 - 旧平源ホテル跡地付近に「横手プラザホテル」が開業[1]
- 1988年（昭和63年） - 横手プラザホテルの駐車場の工事をしていたところ、温泉が湧出[2][3]
- 1990年（平成2年） - 「横手駅前温泉 ゆうゆうプラザ」が開業[2][4]。
- 2006年（平成18年） - 「ホテルプラザアネックス横手」が開業[2]。
- 2023年（令和5年）6月1日 - 横手プラザホテル内に、男性専用カプセルホテル「PLAZA EAST CABIN」を開業[5]。

## アクセス
鉄道
東日本旅客鉄道（JR東日本）奥羽本線・北上線 横手駅より徒歩約2分
自動車
E46 秋田自動車道 ・ E13 東北中央自動車道 横手ICより国道107号経由で5分